# Sociedade Recreativa Almancilense
A Sociedade Recreativa Almancilense é um clube português sediado na vila e na Freguesia de Almancil, Município de Loulé, Distrito de Faro.

## História
O clube foi fundado em 1935. Foi campeão de futebol do Algarve por 3 ocasiões. 
O seu actual presidente chama-se Cesário Alcaria Vieira. 
Na época 2017/2018 o clube disputava o Campeonato de Portugal Prio ou Campeonato Nacional de Séniores (CNS), correspondente ao terceiro escalão do futebol português.

## Futebol

### Participações em Competições Nacionais
|                            | Nº de Presenças | Títulos |
| -------------------------- | --------------- | ------- |
| Temporadas na 1ª Liga      | 0               |         |
| Temporadas na 2ª Liga      | 0               |         |
| Temporadas no CNS          | 3               |         |
| Temporadas na 2ª Divisão B | 0               |         |
| Temporadas na 3ª Divisão   | 15              |         |

## Títulos
Campeão da 1ª Divisão Distrital do Algarve em três temporadas, venceu a Taça do Algarve por duas ocasiões, e um título da 2ª Divisão do Algarve.
| 1ª Divisão Algarve | 1987/88 | 1997/98 | 2014/15 |
| 2ª Divisão Algarve | 1996/97 |         |         |
| Taça do Algarve    | 2015/16 | 2017/18 |         |

## Curiosidades
- É um dos 8 clubes algarvios que já defrontaram um dos 3 grandes, nomeadamente o Sporting Clube de Portugal, para a Taça de Portugal, na época 88/89.
-Jorge Jesus, após grandes épocas como futebolista é ainda hoje ,por muitos, considerado um dos melhores jogadores não falantes da língua portuguesa a representar o clube.
- Foi o clube onde o Jorge Jesus terminou a sua carreira de futebolista e iniciou a carreira de treinador, na época 89/90. 
A transição do Jorge Jesus jogador para o Jorge Jesus treinador não demorou e quase pareceu obra do acaso: quando actuava no Almancilense, da 3.ª Divisão, foi abordado pelo presidente do Amora. “Queres ser o nosso treinador?”. O médio, estupefacto, retorquiu: “Mas sabe, eu sou jogador”. “Eu sei, mas vi a forma como comandavas a equipa dentro de campo”, atirou o dirigente.
Numa altura em que o Almancilense disputava os lugares cimeiros da classificação, Jorge Jesus, na altura jogador e voz de comando da equipa dentro das quatro linhas, troca o Almancilense pelo rival Amora, algo que lhe custou a amizade que mantinha com Mário Wilson Jr, filho do 'Velho Capitão' mítico jogador do Benfica, e na altura treinador da equipa, atitude que este definiu com «golpe de capoeira». Nessa época o Amora subiu de divisão enquanto o Almancilense ficou pelo caminho.
«Sou benfiquista e acho que o Jesus é o melhor técnico português, a seguir ao José Mourinho. Mas é verdade e não há volta a dar. Ele era o jogador fundamental do Almancilense, fazia o meu papel de treinador dentro do campo, e desapareceu para ir treinar o Amora, rival na subida de divisão. Ele subiu, nós não, ficámos na III Divisão. Foi assim», desabafou mais tarde Mário Wilson.

## Ex- Jogadores
Foram vários os jogadores que envergaram e honraram o clube ao longo da sua história, mas alguns passaram por clubes da 1ª Liga, o que lhes deu maior visibilidade. Alguns exemplos:  
- Manoel (ex- Sporting) 
- Jorge Jesus (ex- Sporting; Vitória Setúbal) 
- Cavungi (ex- Benfica, Braga) 
- Mário Wilson Jr. (ex- Benfica, Farense) 
- Rui Cerdeira (ex- Sporting, Vitória de Setúbal) 
- Augusto (ex- Benfica, Portimonense) 
- Fernando Martins (ex- Marítimo; Estoril) 
- Lampreia (ex-Farense) 
- Idalécio (ex- Braga; Rio Ave) 
- Hugo Gomes (ex- Farense, União de Leiria) 
- Nilson (ex- Farense; Olhanense)  
- Mané (ex- Farense; Gil Vicente) 
- Fábio Felício (ex-V.Guimarães, U. Leiria) (Rubin Kazan-Rússia) 

## Estádio
A equipa utiliza para os jogos em casa o Estádio Municipal de Almancil.